# Miloš Zeman
Miloš Zeman (pronunciado en checo - [ˈmɪloʃ ˈzɛman]ⓘ; Kolín, 28 de septiembre de 1944) es un economista y político checo, presidente de la República Checa de 2013 a 2023.

## Biografía
Zeman nació en Kolín. Sus padres se divorciaron cuando tenía dos años y fue criado por su madre, que era profesora. Estudió en un instituto de Kolín y, a partir de 1965, en la Universidad de Economía de Praga, donde se licenció en 1969.
Zeman se afilió al Partido Comunista de Checoslovaquia en 1968, durante la Primavera de Praga, pero fue expulsado en 1970 debido a su oposición a la invasión de Checoslovaquia por el Pacto de Varsovia. Fue despedido de su trabajo y pasó más de diez años trabajando para la organización deportiva Sportpropag (1971-84).  A partir de 1984, trabajó en la empresa Agrodat, pero volvió a perder su empleo en 1989, a raíz de un artículo crítico que había escrito en Technický magazín en agosto de 1989, titulado «Prognostika a přestavba» (Previsión y Perestroika).

## Carrera política
Durante su juventud fue miembro del Partido Comunista de Checoslovaquia (1968-1970). Luego militó en el Partido Socialdemócrata Checo, del que renunció el 21 de marzo de 2007 debido a conflictos con el entonces líder y presidente del partido Jiří Paroubek. En octubre de 2009, fundó el Partido de los Derechos Civiles–Zemanovci (Strana Práv Občanů – Zemanovci, SPOZ).
Junto a Jan Fischer, Zeman fue uno de los dos candidatos más fuertes en la primera elección presidencial directa en la República Checa, realizada en enero de 2013. Zeman ganó por un estrecho margen la primera vuelta de las elecciones y entró en la segunda vuelta junto a Karel Schwarzenberg. Consiguió la victoria y se convirtió en el presidente de la República Checa. Obtuvo la reelección durante las elecciones presidenciales de 2018.

## Controversias
En junio de 2011, Zeman, en referencia al islam, dijo: «El enemigo es la anti-civilización que se extiende desde el norte de África hasta Indonesia. Dos mil millones de personas viven en ella». Comparó a los musulmanes que creen en el Corán con los nazis antisemitas y racistas. Se presentó una denuncia en su contra a raíz de los comentarios. Posteriormente, suavizó sus comentarios, a través de su portavoz Jiří Ovčáček, diciendo que personalmente asumirá el patrocinio sobre el Fondo de la Amistad Cristiana Checo-Siria–Zemanovci (FACC–Z).